# Élection pontificale de décembre 1187
L'élection pontificale de décembre 1187 se déroule le 19 décembre 1187, juste après la mort du pape Grégoire VIII et aboutit à l'élection du cardinal Paolo Scolari qui devient le pape Clément III.

## Sources
- (en) Cet article est partiellement ou en totalité issu de l’article de Wikipédia en anglais intitulé « Papal election, December 1187 » (voir la liste des auteurs).
- (en) Sede Vacante de 1187 (décembre) - Université de Nothridge - État de Californie - John Paul Adams - 14 novembre 2013